# ネギほ(幼)文
『ネギほ(幼)文』（ねぎほ）は赤松健原作、YUI作画による漫画作品。
『別冊少年マガジン』（講談社）2010年10月号から2011年11月号まで連載。出張読み切りとして『週刊少年マガジン』2011年22・23合併号に特別編が掲載された。

## 概要
『魔法先生ネギま!』の派生作品。物語は本編と全く異なるパラレルワールドである。舞台は麻帆良学園都市内にある幼稚園で、本編では女子中学生だった31人の女性生徒が幼稚園児として、本編の主人公であるネギ・スプリングフィールドは新任の青年教師として登場している。内容は幼稚園を舞台にしたコメディであり、本編の基本設定である魔法には全く触れられていない。

## 登場人物
園児たちの名前表記については、基本的に元のキャラクターの名前のみ平仮名にしたものであるが、「はかせ聡美」など一部例外がある。日本人ではないキャラ（えう゛ぁんじぇりんなど）は平仮名表記となる。
神楽坂あすな
麻帆良学園都市内にある幼稚園の園児。乱暴者でトラブルメーカーかつ悪戯好きだが優しい面もある。年上が好みでネギに好意を抱いており、その為、同じく彼に行為を抱いているのどかを一方的にライバル視した。
ネギ・スプリングフィールド
あすな達のクラスを任された、新人教師の青年。心優しいものの、影が薄い。作中では眼鏡をかけていないが、第13話の表紙で描かれた少年時代には眼鏡をかけている。ちなみに、父親のナギは理事長を務めている（作中には登場しない）。
近衛このか
あすなの親友。しかしマイペースな性格が災いし、あすなからやつ当たりを受けることもある。
桜咲せつな
園児でありながらこのかを守ることが自分の使命だと思っており、いつも木刀を持っている。
雪広あやか
通称いいんちょ。クラスのリーダー的存在であり、あすなとは犬猿の仲。原典では年下で少年のネギを異性として意識しているが、こちらではネギのほうが年上で大人なことから原典ほど意識はしていない。
佐々木まきえ
クラスのムードメーカー。可愛い動物には目がなく、「ハモ」というオコジョを可愛がっている。原作における「カモ」こと、アルベール・カモミールとは関係ない模様。ちなみにまきえ本人ははじめハムスターだと思っていた。
宮崎のどか
恥ずかしがりやの園児で、ゆえとはるなとは仲が良い。ネギに好意を抱いている。本が好きであり将来は絵本作家になる夢を持っている。
綾瀬ゆえ
のどかとはるなの親友。将来は編集者になる夢を持っており、のどかの描いた絵本を度々読んでいる。園児ながら本を見る目は厳しく、あすなが描いたラクガキ同然の絵本（あすな本人は自信作と思っていた）を見た時には、彼女に容赦ない駄目出しを与えた。
絡繰ちゃちゃ丸
はかせにより作られたロボット。親切できれい好きな性格をしている。人を笑わせることで自分も人間の中にとけこめると考え、あすなに弟子入りをするが、ロボットゆえかユーモアのセンスも無機的。はじめはえう゛ぁんじぇりんとの関係性はなかったのだが、後に彼女を「マスター」と慕うようになる。
和泉あこ
自分はクラスの中でも脇役で主役になれないと思っている女の子。争いごとは苦手で常に絆創膏を持ち歩いているらしい。
えう゛ぁんじぇりん・A・K・まくだうぇる
さまざまな幼稚園で不祥事を起こしてきた問題児であり、園児たちを支配しようと目論む。ロボットであるちゃちゃ丸に噛み付いてしまったため歯が折れてしまい意気消沈するが、乳歯であったため、再び生える。たびたびアリクイ芸をネタにされる。あすなをライバル視しており、何かとちょっかいを出す。はじめはちゃちゃ丸との関係性はなかったのだが、後にちゃちゃ丸から「マスター」と呼ばれるようになり、共にお笑いコンビを組むことになる。
村上なつみ
影の薄い女の子。コタローに好意を持っており、有名になってもらうことで名前を知ってもらおうとするが、そのことをえう゛ぁんじぇりんにつけ込まれ、吸血鬼戦隊アクメイジャーに無理やり入れられてしまう。
長谷川ちさめ
個性的なクラスメイトが多い中、普通の少女として暮らしたいと思っているパソコン少女。姿かたちは原作における年齢詐称薬を使用した、いわゆる「ロリちう」にそっくりである。あすなの思いつきで結成したバンドのドラムに選ばれてしまう（このか曰く「パソコンを打つ時の指使いがドラムにピッタリ」とのことだが、ちさめは「せめてキーボードだろ」と突っ込みを入れていた）が、やり始めるとこだわりが強くなる性格のため、結局ちさめ本人が一番気合い入っているように周りから見えた。
犬上コタロー
ネギとともに赴任してきた青年教師。あすながネギを捕まえるために仕掛けたお菓子の罠に引っかかってしまうなど、やや間が抜けている。なつみに惚れられている。
アンナ・ココロウァ
ネギの幼なじみで愛称はアーニャ。職業は不明だが、ネギの様子を見に彼が勤務している幼稚園に赴くこともある。尚、アーニャの大人版が描かれたのは本作が初。第13話の表紙ではネギ同様に子供の頃が描かれた。

## コミックス
2011年11月17日発売。ISBN 9784063845891